# Plesioperla sakartvella
Plesioperla sakartvella är en bäcksländeart som först beskrevs av Zhiltzova 1956.  Plesioperla sakartvella ingår i släktet Plesioperla och familjen blekbäcksländor. Inga underarter finns listade i Catalogue of Life.